# 2024年波罗的海海底电缆中断事件
2024年波罗的海海底光缆中断事件指两条在波罗的海的海底电缆——BCS东西互联光缆和C-Lion1光缆——在同一时间、同一地点发生断裂受损的事件。
欧盟政府官员和北约成员国指责造成损坏的原因是混合战争和破坏行动。自11月19日起，波罗的海当局对隶属“宁波伊鹏海运有限公司”的一艘名为“伊鹏3”的中国散货船进行观察，该船被怀疑与此次事件有关。

## 背景

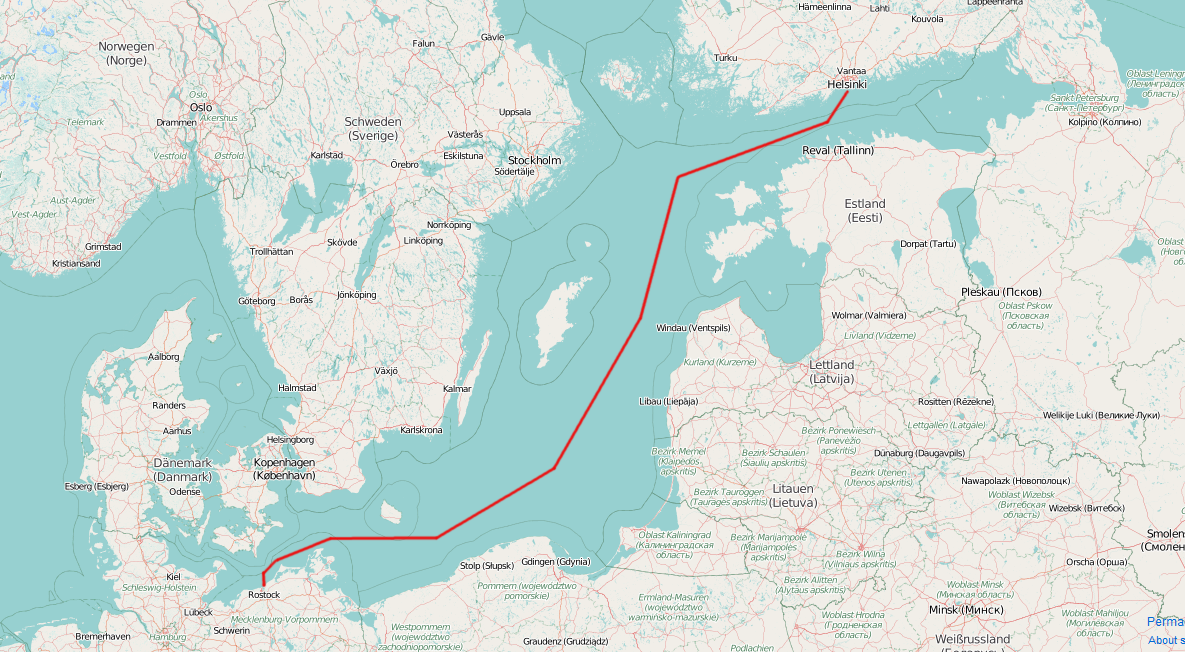
C-Lion1的位置

BCS东西互联光缆是一条长218公里的海底数据通信光缆，穿过波罗的海，由阿尔卡特于1997年建造，现由Arelion公司拥有。这条光缆连接立陶宛的什文托伊与瑞典哥特兰岛东岸的卡塔哈马斯维克。而C-Lion1光缆是一条连接芬兰与德国的海底通信光缆。该光缆由芬兰电信与信息技术服务公司Cinia Oy拥有并运营，并于2016年5月开始运行，是芬兰与中欧之间首条直接通信光缆。

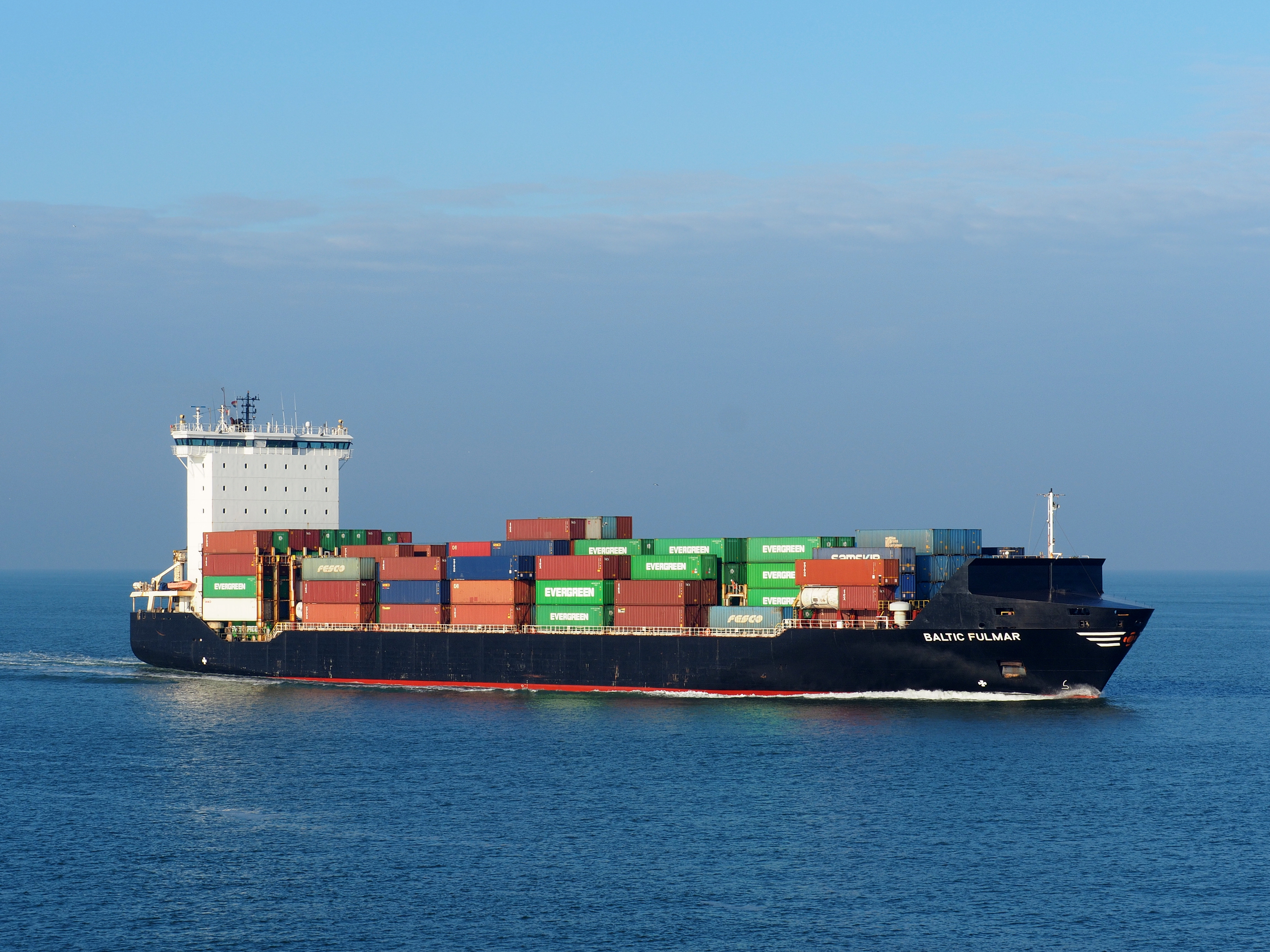
曾导致波罗的海连接管道事件的中国船只Newnew Polar Bear （IMO 9313204）

在此次事件发生的前一年，曾有类似的海底基础设施中断事故发生，即波罗的海连接管道事件。当时，中国船只Newnew Polar Bear拖锚造成了波罗的海的管道和海底电缆损坏。台湾附近海域两条光缆也曾在2023年2月因中国大陆渔船和货轮而中断，引发分析人士质疑。
全球每年约有200条海底电缆因各种原因被切断或中断，其中绝大多数是由于捕鱼设备或船只锚点意外造成。

## 事件经过
2024年11月18日星期一，特利亚立陶宛电信公司宣布，连接立陶宛和瑞典的“BCS东西互联”海底电缆于当地时间11月17日星期日上午约10日被“切断”。同一时间，连接芬兰和德国的数据通信海底电缆C-Lion1在波罗的海同一区域发生断裂。这两起事件导致两国的电信服务中断。C-Lion1的断裂点位于瑞典厄兰岛附近海域。两个断裂点之间的距离约为97—105（60—65英里）。“BCS东西互联”电缆位于海底100—150（330—490英尺）深处，而C-Lion1电缆则位于海底20—40（66—131英尺）深处。
Arelion的发言人称BCS东西互联电缆的损坏为“……并非部分损坏，而是完全损坏”。事件发生时，该电缆承担了立陶宛约三分之一的互联网容量。
C-Lion1运营商Cinia Oy称，该电缆是受到外力破坏。Cinia首席执行官阿里-尤西·克纳皮拉表示，公司正在对故障点进行实地调查。
BCS东西互联（East-West Interlink）和C-Lion1电缆已于2024年11月28日修复。

## 各方反应
德国外交部与芬兰外交部发表联合声明，表示对C-Lion1光缆受损事件的“深切关切”，并怀疑这是在俄罗斯入侵乌克兰及对北约国家紧张局势加剧背景下的混合战争行为。
事件发生在瑞典专属经济区内，瑞典检察官周二开始对这起破坏行为开展初步调查。
根据总部位于雅典的船舶追踪组织MarineTraffic数据显示，事发期间，在中国注册的一艘散货船“伊鹏3号”途经事发海域。该船本计划从俄罗斯的乌斯季卢加港出发，前往埃及的塞得港。曾在乌斯卢加港登上该船的俄罗斯领航员表示，当时该船看起来一切正常，船员都是中国人。
丹麦军方11月20日表示，在光缆被切断几天后，伊鹏3号停留在丹麦水域，丹麦海军一直在对这艘船进行监视。
德国国防部长鲍里斯·皮斯托里乌斯称此事件为“破坏行为”，并进一步表示，“没有人”相信光缆是意外被切断的。
立陶宛武装部队表示，北约成员国之间正在沟通以确定事件的原因。 立陶宛海军宣布已加强对其海域的监控，并将与盟友讨论进一步措施。
欧洲多国政府谴责俄罗斯加剧对乌克兰西方盟友的混合攻击，但并未直接指控俄罗斯破坏海底光缆。
克里姆林宫发言人德米特里·佩斯科夫对此予以否认，称此类指控“荒谬”，并指出“缺乏证据证明俄罗斯涉案”。
中国外交部发言人林剑在周三的记者会上就这一电缆事件作出回应。林剑首先表示自己“不了解有关情况”。他说，“中方一贯全面履行船旗国义务，并要求中国的船只严格遵守相关的法律法规。”
12月15日，《华尔街日报》引达消息人士透露，俄罗斯情报部门向伊鹏3号的船长发出如何损坏锚缆的指示，并指出北约正在努力应对波罗的海事件，当局正在避免公开指责俄罗斯，以防止恐慌。
12月19日，中国牵头的对船只的调查展开，瑞典、德国、芬兰和丹麦均派员参加。12月21日，伊鹏3号重新起航。

## 相关调查与行动
2024年11月19日，丹麦皇家海军观察到中国散货船“伊鹏3号”出现在波罗的海，怀疑其参与破坏事件。此次扣押是自1959年跨大西洋电缆事件以来，根据《保护海底电报电缆公约》进行的首次执法行动。自11月20日起，“伊鹏3号”停泊在卡特加特海域，被丹麦皇家海军监视。
“伊鹏3号”于2024年11月15日从俄罗斯波罗的海港口乌斯季卢加启航。媒体关于其目的地的报道不一，最常提及的为埃及塞得港。据分析提供商MarineTraffic称，该船只此次航行的目的地不明。
11月17日凌晨1:30至11:19之间，该船经过瑞典哥特兰岛并多次穿越东-西光缆的受损区域。在这一时间段，立陶宛电信公司“特利亚立陶宛”报告光缆中断。其后，“伊鹏3号”关闭自动识别系统（AIS）信号长达7.5小时，随后于22:41 UTC重新开启，显示位于瑞典厄兰岛以南。 三小时后，芬兰网络供应商Cinia报告C-Lion1数据中断，确认该光缆也受损。而“伊鹏3号”在此区域关闭了AIS信号。11月19日之后，货船一直停泊在卡特加特海峡。
丹麦公共广播公司DR派遣无人机监视“伊鹏3号”，发现其一处锚具受损，新苏黎世报认为这是该船可能破坏光缆的迹象。
德国联邦海岸警卫队和瑞典海岸警卫队派出“Bad Düben”和“Poseidon”，加入丹麦护卫舰“HDMS Hvidbjørnen”对“伊鹏3号”进行监控。
瑞典检察署就两条光缆中断事件展开“破坏”调查。瑞典海军表示，几乎“100%确认”了事件区域内的相关船只，并使用远程潜艇调查光缆受损地点，以协助检方和警方的调查工作。
芬兰国家调查局（KRP）就C-Lion1光缆中断事件展开刑事调查，指控“严重刑事破坏及严重通信干扰”。
11月28日，瑞典政府向中国政府发出正式合作请求，以便让货船返回瑞典领海以协助调查，第二天中国外交部发言人毛宁在例行新闻发布会上回应：“中方愿与有关国家合作，查清事实，确保真相大白。”“中瑞双方就这一问题保持着密切沟通。”
2025年4月，瑞典事故调查局称没有证据显示伊鹏3号蓄意破坏海底电缆。 